# وارادا مودرا

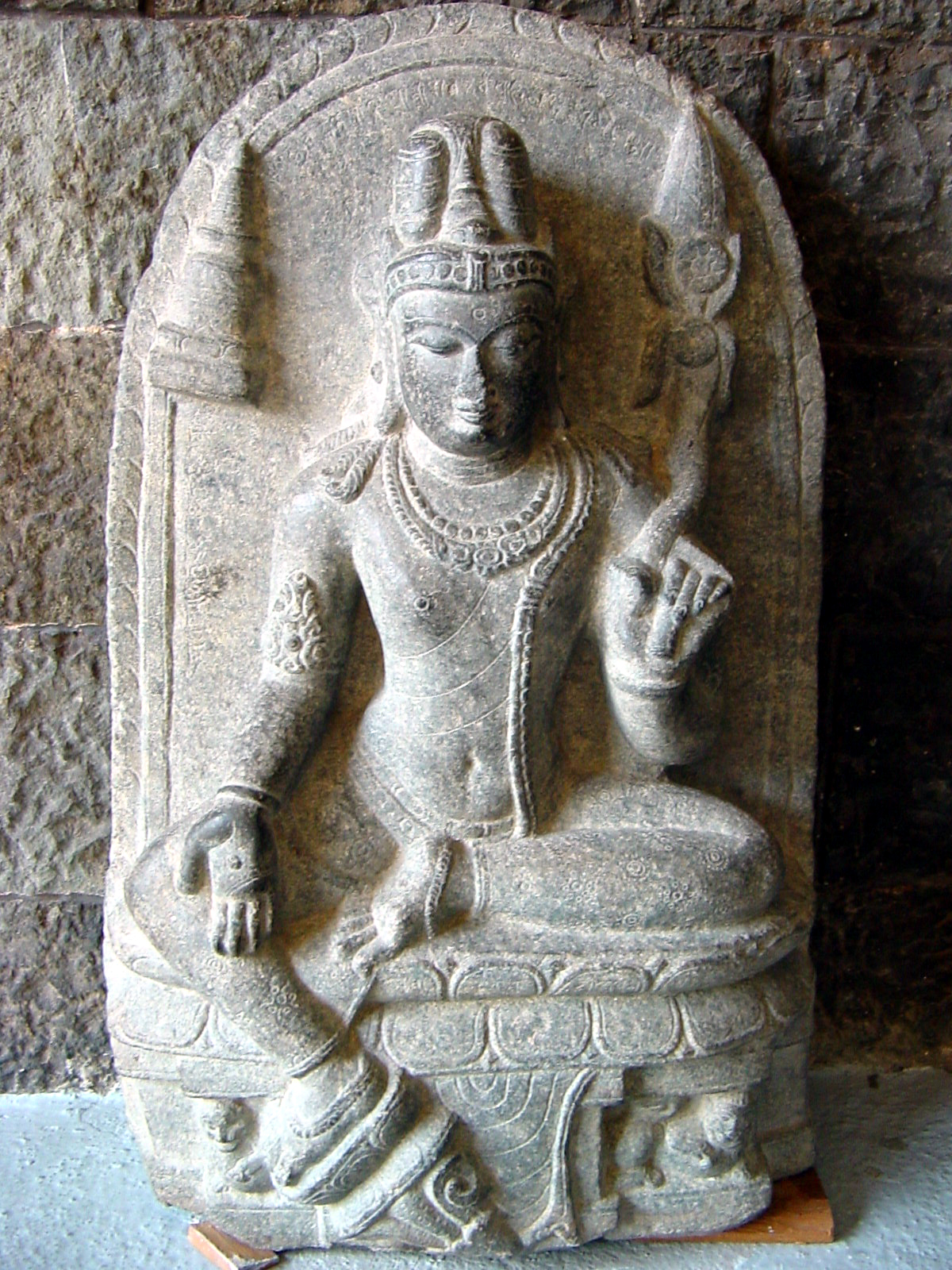
بودیساتوا ساخت وارادا مودرا. دوره پالا، قرن دوازدهم.

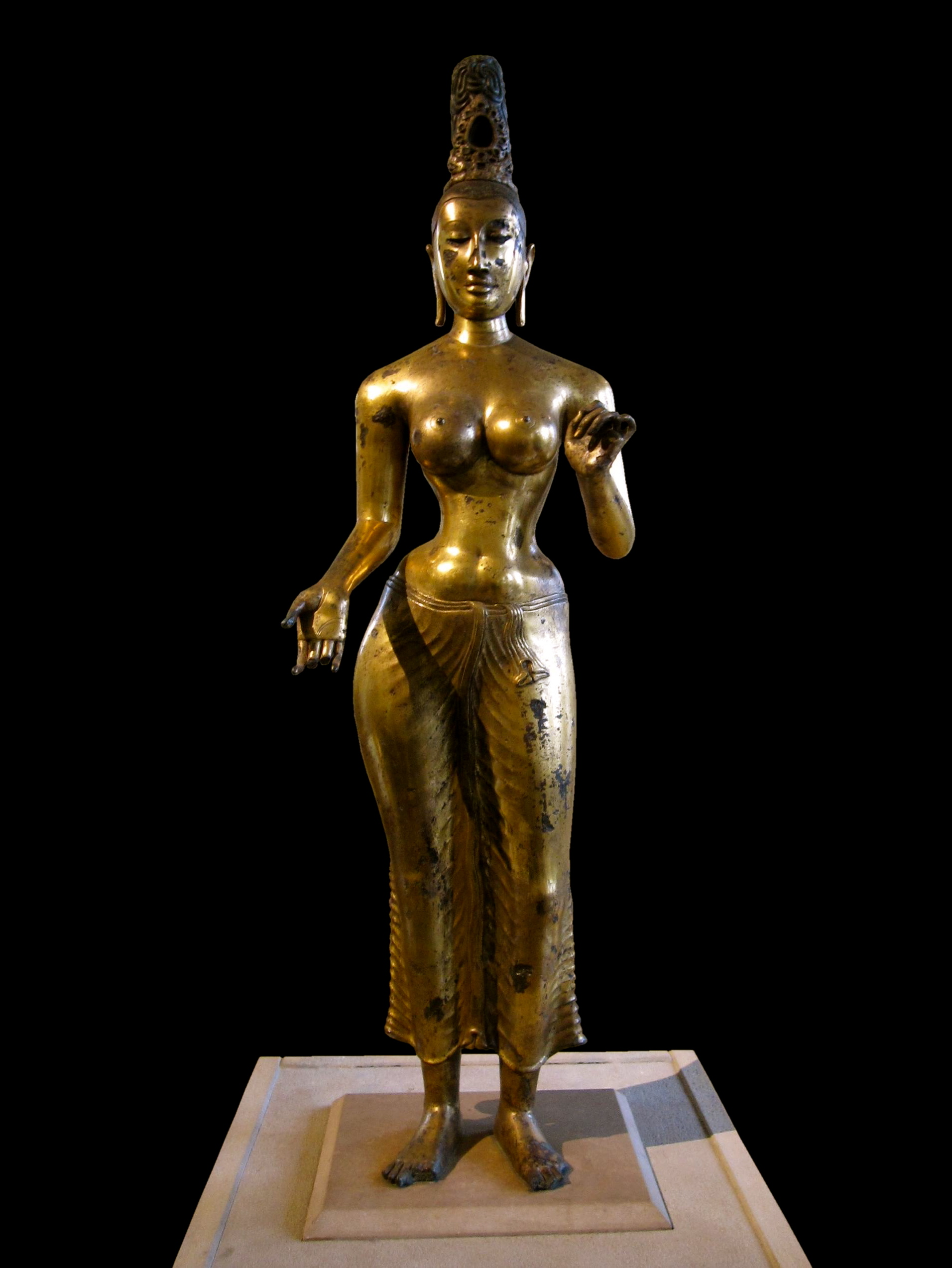
مجسمه برنزی طلاکاری شده تارا، سریلانکا، قرن هشتم پس از میلاد. بودیساتوا با دست راست خود وارادا مودرا، ژست خیریه یا هدیه دادن را می‌سازد، در حالی که ممکن است در ابتدا دست چپ او یک نیلوفر آبی نگه داشته باشد.

وارادا مودرا (Varadamudra)، از مودرا های روحانی است، جهت برآورده شدن آرزو یا شفقت و مهربانی.

## وارادا-مودرا
در این مودرا دست چپ که کف آن به جلو است به پایین اشاره می‌کند.
دست راست روی ران‌ها قرار می‌گیرد.
وارادا-مودرا و ابهایامودرا رایج‌ترین مودرا هایی هستند که در هنر ادیان هندی از مودرا های روحانی هستند.

## نمادی از پنج مرتبه از کمال
در این مودرا، انگشتان دست کشیده به طرف پایین و کف دست به سوی مخاطب است. این مودرا نمادی از صدقه، رحمت و احسان است. به شمایل‌هایی که دارای این ویژگی هستند، قدرت برآوردن حاجات نسبت داده می‌شود. پنج انگشت کشیده در این مودرا نمادی از پنج مرتبه از کمال شامل: سخاوت، اخلاق، صبر، همّت، تمرکز و مراقبه است.